# Мега-Аниме
Мега-Аниме — российский дистрибьютор аниме-контента из Японии. Она была основана в 2005 году компанией Megaliner Entertainment.
Компания конкурирует с MC Entertainment, другим российским дистрибьютором аниме. Компания распространяет аниме в полном русском дубляже. В 2007 году было объявлено, что «Мега-Аниме» приобрела лицензии на выпуск «Блич» и «Тетрадь смерти» в 2008 году. Компания базируется в Москве.

## Лицензии на аниме
Отмененный указывает на то, что компания лицензировала эту серию, но не производила её.
Истекший срок указывает на то, что компания лицензировала эту серию и выпустила её, но срок действия прав истек.
- Basilisk (истёк)
- Burst Angel
- Black Cat
- Bleach
- Blood+
- Claymore (отменён)
- Death Note
- Evangelion: 1.0 You Are (Not) Alone
- Fafner in the Azure (отменён)
- Fruits Basket (отменён)
- Fullmetal Alchemist
- Futakoi Alternative (отменён)
- Gun Sword
- Heat Guy J
- He Is My Master
- Kurau Phantom Memory (отменён)
- Love Hina (отменён)
- Maria-sama ga Miteru
- Mouse
- Noein (отменён)
- Noen (cancelled)
- Noir
- Paradise Kiss
- RahXephon (отменён)
- Rozen Maiden
- Stellvia (отменён)
- Strait Jacket
- Tenjho Tenge
- Trigun
- Trinity Blood
- X